# Libro de Alma
El Libro de Alma (en inglés: The Book of Alma: The Son of Alma) es el noveno libro de la colección de textos llamada el Libro de Mormón, en las citas en español se lo abrevia como: «Alma». El título se refiere a Alma, el joven, hijo de Alma, el anciano, profeta y juez superior de los nefitas. 
Alma es el más extenso de los textos del Libro de Mormón y consta de sesenta y tres capítulos, que ocupan casi un tercio del volumen; relata acontecimientos ocurridos en un lugar impreciso de la América precolombina durante la primera mitad del siglo I a. C. La historicidad del relato es aceptada solamente por el movimiento de los Santos de los Últimos Días y rechazada por la comunidad académica.
Según las creencias del movimiento de los Santos de los Últimos Días, este y todos los textos que forman el Libro de Mormón proceden de ciertas planchas de oro, enterradas en una colina del estado de Nueva York durante el siglo V, y que José Smith declaró haber hallado y traducido por revelación divina. Dichas escrituras, también según el testimonio de Smith, son inaccesibles pues se encuentran en poder de un ángel. El Libro de Mormón forma parte de los textos canónicos de los Santos de los Últimos Días, quienes, por lo tanto, lo consideran parte de la revelación divina. Los autores que no pertenecen a este movimiento religioso sostienen, sin embargo, que José Smith fue el autor del Libro, basándose en material e ideas de su propio lugar y época; los Estados Unidos en la primera mitad del siglo XIX, durante el llamado Segundo Gran Avivamiento.

## Contenido
El libro relata los primeros treinta y nueve años del gobierno de los jueces en Zarahemla, un período durante el cual los nefitas adoptaron un sistema de gobierno teocrático constitucional.

### Las rebeliones y la renuncia de Alma
El libro comienza relatando las rebeliones de los seguidores de Nehor y Amlici. El primero había establecido una iglesia donde los sacerdotes tenían un estatus social superior y recibían remuneración por su ministerio; tras asesinar al líder Gedeón, Nehor fue juzgado y ejecutado por sus crímenes. Los seguidores de Amlici, por su parte, pretendían restaurar la monarquía; Alma, el joven, los derrotó con su ejército. Alma, sin embargo, comprendiendo que debía ocuparse de los asuntos de la iglesia, renunció a su cargo político y nombró a Nefíah juez superior, reteniendo el sumo sacerdocio.
Los capítulos siguientes, hasta el 16, registran sermones y los viajes misionales que emprendió Alma entre los años 83 y 78 a. C. En ellos Alma y Amulek, uno de sus discípulos, enseñan la expiación de Cristo, la superación del orgullo y la resurrección de todos los hombres en el día del juicio.

### Los hijos de Mosíah entre los lamanitas
Los hijos del rey Mosíah II, Ammón, Aarón, Omner e Himni deciden dedicarse a la labor misionera predicando al pueblo lamanita, el cual, periódicamente entraba en guerra contra la nación nefita. Estos cuatro misioneros, quienes enseñaron entre los años 91 y 77 a. C., padecen grandes dificultades, pero convierten a muchos lamanitas. Se narran sus historias en los capítulos 17 y 27.

### Korihor y misión de Alma entre los zoramitas
El libro relata entonces que Alma se encontró con un hombre llamado Korihor, descripto como un anticristo, quien intentaba desviar a los nefitas. Alma lo confrontó, desmintiendo sus argumentos y anulando milagrosamente su capacidad de hablar; afligido, Korihor reconoció que había actuado con malicia, sabiendo desde el principio que estaba equivocado y que estaba causando destrucción a otros. Reducido a la mendicidad, Korihor fue asesinado en una ciudad de disidentes nefitas llamados zoramitas. Estos habían adoptado una herejía según la cual existía la predestinación y todos aquellos que no pertenecían a su pueblo serían condenados, al mismo tiempo rechazaban tanto a la iglesia y como al gobierno. Alma, por lo tanto, decide extender su obra misional a este pueblo, acompañado por los hijos de Mosíah, Amulek y Zeezrom; tuvieron cierto éxito entre la clase pobre de zoramitas, pero los más ricos finalmente se unieron a los lamanitas.

#### Los mandamientos de Alma a sus hijos
Los capítulos siguientes reseñan las enseñanzas de Alma a sus hijos, Helamán, Shiblón y Coriantón; las mismas predicen el ministerio de Jesús y explican la necesidad del arrepentimiento.

### La guerra y el capitán Moroni

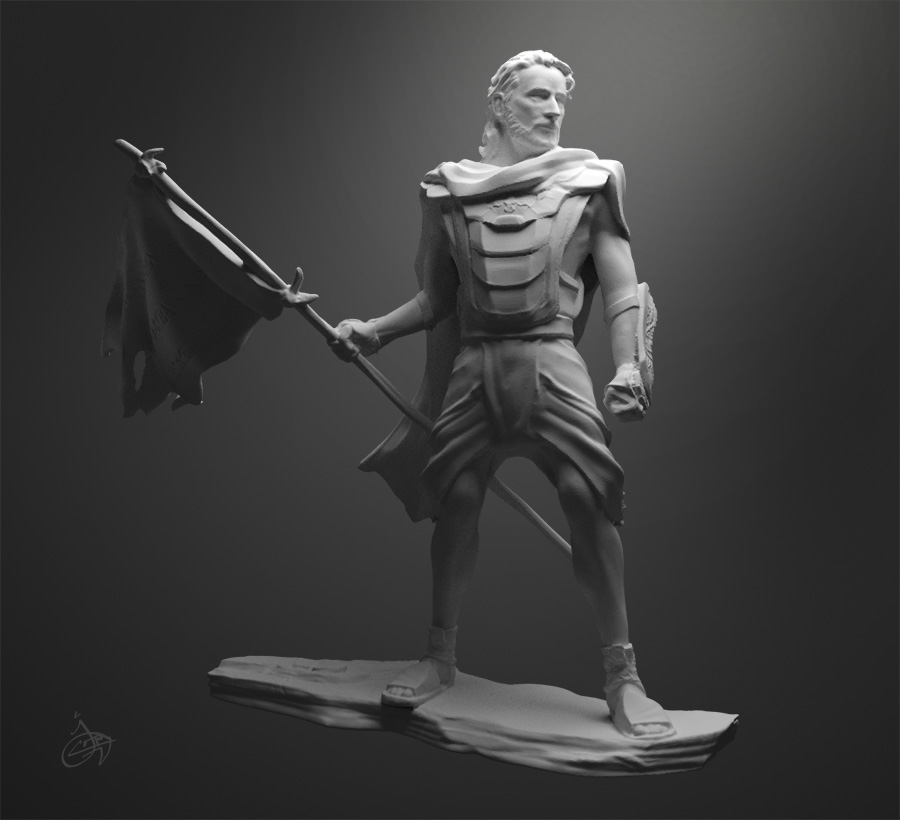
El capitán Moroni, comandante de los nefitas,portando el estandarte de la libertad. Escultura digital de Josh Cotton.

Los capítulos finales son un compendio de las guerras entre los nefitas y los odiados lamanitas entre los años 74 y 57 a. C. Estos últimos invaden el país de Antiónum aliados con los zoramitas y los seguidores de Amalici, llamados amalikitas, los cuales aborrecían a los nefitas y su libertad.

#### El capitán Moroni
En respuesta a la guerra inminente, los nefitas nombran a Moroni como líder militar.  Este guerrero es descripto como un hábil estratega y el primero en aconsejar el uso de armadura a sus tropas. Era, también, un patriota convencido de su misión, a saber: defender a su pueblo y su derecho a adorar libremente a Dios.

##### Título de la Libertad
Moroni, para sintetizar su programa de lucha, hizo izar el «título de la libertad» (en el inglés original: « ''title of liberty»''), un estandarte confeccionado con su túnica, donde se leían estas palabras: 

In memory of our God, our religion, and freedom, and our peace, our wives, and our children.
En memoria de nuestro Dios, de nuestra religión y libertad, y de nuestra paz, nuestras esposas y nuestros hijos.
Alma 46:10-12

En efecto, muchos pretendían establecer a un tal Amalickiah como rey, olvidando las enseñanzas de Alma; con esas palabras, sin embargo, el capitán Moroni instó a su pueblo a defender su libertad y a expulsar al aspirante a la tiranía, quien se pasó al bando enemigo. A fin de reforzar su enseñanza, Moroni ejecutó a todos los disidentes que no apoyaban la causa de la libertad. 
Años después, Moroni volvió a luchar contra aquellos que pretendían acabar con la república, en efecto, el juez Pahorán había sido expulsado por los realistas quienes le impedían auxiliar a Moroni en el combate. Disgustado con el juez y con sus adversarios, Moroni dejó el mando de sus ejércitos y lideró una insurrección contra los realistas. El líder de estos fue asesinado, sus seguidores, tomados prisioneros y Moroni restableció a Pahorán junto con el gobierno teocrático electivo. 
Después de fortificar las tierras nefitas, Moroni transfirió el mando de sus ejércitos a su hijo Moroníah y se retiró definitivamente a su hogar, para fallecer cuatro años después, en el año 36 del reinado de los jueces o sea, según la cronología interna del libro, alrededor del 56 a. C.
El capitán Moroni y su estandarte son un elemento importante en la retórica política del mormonismo. Por otra parte, la disputa entre Moroni y Pahorán ha sido un tema de discusión entre los estudiosos del Libro de Mormón.

### Helamán
Helamán era el hijo mayor de Alma el joven. No lo acompañó en su viaje misionero, quizás por su juventud, pero luego recibió el encargo de custodiar los registros sagrados de los nefitas; los mismos que sirvieron de base al Libro de Mormón.
Tras la misteriosa partida de Alma, Helamán y sus hermanos predicaron entre el pueblo y, en el año 26 del reinado de los jueces (ca. 66 a. C.), Helamán fue como misionero entre el pueblo de los anti-nefi-lehitas. Estos habían jurado no tomar las tomar las armas, pero ahora deseaban unirse al conflicto y luchar junto a los nefitas; hacerlo, sin embargo, implicaba romper su promesa. Con todo, los anti-nefi-lehitas tenían muchos hijos que, a diferencia de sus padres, nunca habían hecho convenio de no tomar armas de guerra. Estos jóvenes, sin ningún juramento que los restringiera, marcharon al combate bajo el mando de Helamán. Este grupo de héroes fue conocido como los dos mil jóvenes guerreros (en el inglés original: «Two thousand stripling warriors»).

##### Los dos mil guerreros
La historia de este contingente es una de las más conocidas del Libro de Mormón. Conducidos por Helamán marcharon  hacia la parte occidental de la tierra de los nefitas y allí se unieron a las fuerzas nefitas existentes,donde desempeñaron un papel crucial en la victoria. Aunque los combates fueron muy sangrientos, el ejército de Helamán no sufrió ni una sola baja, por la protección divina.  Al año siguiente, los nefitas lograron expulsar a los lamanitas hacia el sur, y así la guerra terminó definitivamente.

### Teáncum
Teáncum era uno de los subordinados del capitán Moroni. Entre sus hazañas, relatadas en este libro, se recuerdan el asesinato del líder enemigo Amalickíah y la captura de la ciudad de Mulek por medio de una estratagema.
Teáncum reaparece como uno de los comandantes nefitas durante la ausencia de Moroni para reinstalar a Pahorán como juez superior.  Al regreso de Moroni al frente, Teáncum decide matar a Ammorón, rey de los lamanitas, tal como había matado a Amalickíah; para ello se infiltra en la ciudad y encuentra dormido al enemigo. Logra hacerlo, pero no sin que este alerte a sus guardias lamanitas, quienes matan a Teáncum. Por la mañana, al enterarse de la muerte de Teáncum, Moroni ordena un ataque a la ciudad y los nefitas derrotan a los lamanitas, poniendo fin a la guerra.

### Conclusión
El último capítulo del libro relata como Shiblón sucedió a Helamán como guardia de los registros e incluye algunas notas históricas que abarcan los años 56 al 53 a. C., un período de reconstrucción para la nación nefita. Una de estas breves noticias menciona a Hagot, un nefita que jugó un papel clave en una expedición marítima nefita al norte entre los años 55 y 53 a. C. Aunque no se proporcionan detalles sobre sus viajes, o incluso si él mismo participó de las expediciones, la tradición de la iglesia SUD le atribuye la colonización de la Polinesia.